# Смирнов, Лев Николаевич

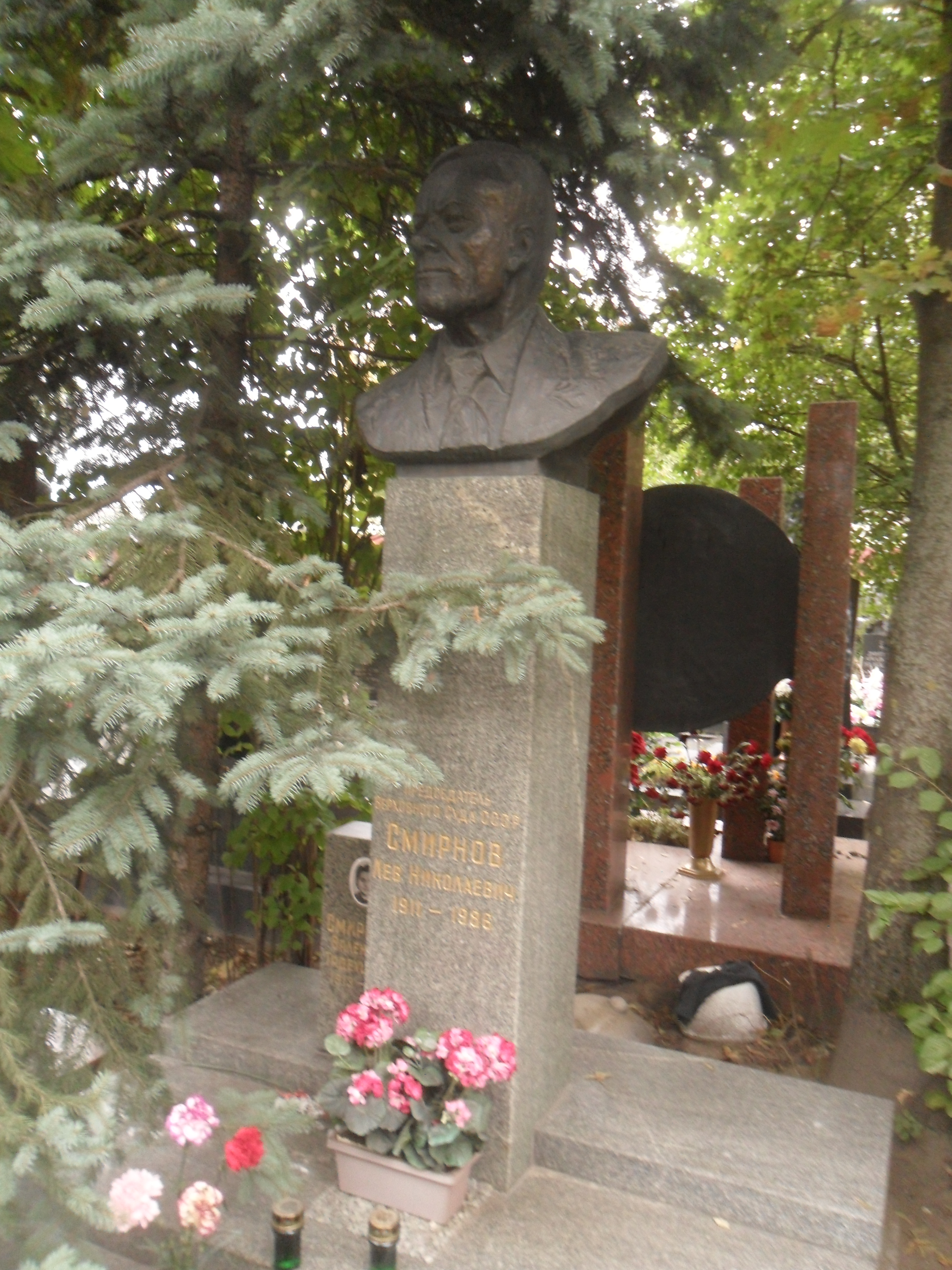
Могила Смирнова на Новодевичьем кладбище Москвы

Лев Никола́евич Смирно́в (8 [21] июня 1911, Санкт-Петербург — 23 марта 1986, Москва) — советский юрист, Председатель Верховного Суда СССР в 1972—1984 гг., Председатель Ассоциации советских юристов, Герой Социалистического Труда.

## Биография
Родился в Санкт-Петербурге в семье врача, трудовую деятельность начал в 15 лет.
В 1929—1936 гг. учился в Ленинградском государственном университете на факультете советского права и в Юридическом институте им. Н. В. Крыленко, а также (с 1939 года) в аспирантуре, которую не закончил в связи с началом Великой Отечественной войны.
С 1934 года — старший следователь Ленинградской областной прокуратуры.
В 1935—1938 гг. — старший следователь Мурманской окружной прокуратуры.
С 1938 года — старший следователь Петроградского района Ленинграда.
С 1939 года — старший следователь-методист Ленинградской городской прокуратуры.
23 июня 1941 года призван в армию, проходил службу военным следователем в прокуратурах действующих армий и Ленинградского фронта.
С сентября 1942 года — в Прокуратуре СССР (следователь по важнейшим делам, прокурор следственного отдела, прокурор для особых поручений при Генеральном прокуроре СССР). Занимался расследованиями преступлений гитлеровцев на оккупированных территориях СССР.
Участвовал в работе Нюрнбергского международного военного трибунала в качестве помощника главного обвинителя от СССР Р. А. Руденко. Поддерживал обвинение по разделам:
- преступления против мирного населения, преступления против человечности, совершённые гитлеровцами на оккупированных территориях СССР, Чехословакии, Польши, Югославии, Греции;
- индивидуальная вина подсудимых Франка, Кальтенбруннера, Штрейхера;
- доказательства виновности преступных организаций СС, гестапо и СД.

В 1946 году был заместителем обвинителя от СССР С. А. Голунского на Токийском международном судебном процессе по обвинению главных японских военных преступников (военная агрессия в районах озера Хасан и реки Халхин-Гол).
Являлся государственным обвинителем на Хабаровском процессе.
В 1957—1962 гг. — заместитель Председателя Верховного Суда СССР.
В 1962-1972 гг. — Председатель Верховного Суда РСФСР.
- Вёл процесс над участниками Новочеркасских событий, приговорил к смертной казни девять новочеркасских рабочих.
- 1965—1966 гг. — вёл процесс Синявского и Даниэля.

В 1972—1984 гг. — Председатель Верховного Суда СССР.
С 1984 г. — на пенсии.
Член КПСС с 1945 года.
Член ЦК КПСС в 1976—1986 гг.
Депутат Верховного Совета СССР 8, 9, 10 созывов.
Был членом Международной следственной комиссии по разоблачению злодеяний американского империализма во Вьетнаме, членом Постоянного консультативного комитета экспертов ООН по предупреждению преступности и обращению с преступниками, членом Совета Международной организации юристов-демократов, почётным доктором права ряда зарубежных университетов.
Скончался 23 марта 1986 года в Москве. Похоронен на Новодевичьем кладбище.

## Оценки
А. И. Солженицын в эссе «Образованщина» в 1974 г. называл Л. В. Смирнова "человеком отточенного интеллекта".

## Сочинения
- Смирнов Л. Н., Зайцев Е. Б. Суд в Токио. — М.: Воениздат, 1978. — 544 с.

## Награды
- Герой Социалистического Труда (1981)
- 3 ордена Ленина
- Орден Октябрьской Революции
- Орден Трудового Красного Знамени
- Орден Отечественной Войны I степени
- Орден Красной Звезды
- Медали СССР
- Зарубежные государственные награды